# Fort Duchesne (Utah)
Fort Duchesne es un lugar designado por el censo (census-designated place o CDP) en el condado de Uintah, estado de Utah, Estados Unidos. Según el censo de 2000 la población era de 621 habitantes, con un pequeño decremento respecto a 1990, cuando contaba con 655.

## Geografía
Fort Duchesne se encuentra en las coordenadas 40°17′36″N 109°51′48″O / 40.29333, -109.86333.
Según la oficina del censo de Estados Unidos, el CPD tiene una superficie total de 19,8 km². De los cuales 18,2 km² son tierra y 1,7 km² (8.36%) está cubierto de agua.